# 芦安温泉
芦安温泉（あしやすおんせん）は山梨県南アルプス市芦安芦倉にある温泉。当温泉は、旧芦安村の中心地でもあった。

## 泉質

### 芦安温泉
- ナトリウム・カルシウム-硫酸塩泉
  - 泉温　25〜43℃

### 桃の木温泉・金山沢温泉
- アルカリ性単純温泉
  - 泉温　43℃（桃の木温泉）、36℃（金山沢温泉）

## 温泉街
南アルプスの玄関口で、夜叉神峠への登山口に向かう途中に温泉地が広がっている。
宿泊施設は10軒存在する。日帰り入浴施設は「金山沢温泉」と「白峰会館」の2軒。温泉郷内で最古の宿泊施設は「桃の木温泉さんわそう」である。
「白峰会館」は旅館「南アルプス温泉ロッジ」と併設されている。また郷内には御勅使川が流れている。
歓楽的要素はなく、標高800 - 1000メートルの山中に位置するため、閑静な温泉地である。
南アルプスへの玄関口であることから、郷内にはビジターセンター（芦安山岳館）が設置されている。

### 宿泊施設一覧
- 岩園館（旅館）
- ガストホフ　チェッカーフラッグ川崎（ペンション）
- 桃の木温泉　さんわそう（旅館）
- 民宿旅館　なとり屋（民宿）
- 旅館白雲荘（旅館）
- 南アルプス温泉ロッジ（旅館）
- 夜叉神ヒュッテ（旅館）
- そらの詩（旅館）
- ガストホフ　らんたん（ペンション）
- 温泉民宿　よしみ（民宿）

## 歴史
桃の木温泉さんわそうは、明治2年（1869年）開湯と同時に、創業。
一方の芦安温泉は平成10年（1998年）、金山沢温泉は平成8年（1996年）に開湯した。

## アクセス
- JR中央本線甲府駅よりバスで50分、バス停終点「芦安駐車場」下車。

- 中央自動車道甲府昭和ICより約50分、中部横断自動車道白根ICより約30分。